# Československá hokejová liga 1956/1957
14. ročník československé hokejové ligy 1956/57 se hrál pod názvem I. liga.

## Herní systém
14 účastníků hrálo v jedné skupině dvoukolově systémem každý s každým. Vzhledem k plánovanému snížení počtu účastníků poslední dvě mužstva sestoupila přímo, mužstva na 11. a 12. místě hrála kvalifikaci o setrvání v lize.

## Pořadí
| Poř. | Tým                     | Zápasy | Výhry | Remízy | Porážky | Skóre   | Body |
| ---- | ----------------------- | ------ | ----- | ------ | ------- | ------- | ---- |
| 1.   | Rudá hvězda Brno        | 26     | 19    | 3      | 4       | 155:54  | 41   |
| 2.   | Spartak Sokolovo        | 26     | 19    | 1      | 6       | 140:59  | 39   |
| 3.   | Spartak LZ Plzeň        | 26     | 18    | 2      | 6       | 119:69  | 38   |
| 4.   | Baník Vítkovice         | 26     | 16    | 2      | 8       | 123:99  | 34   |
| 5.   | Baník Kladno            | 26     | 14    | 4      | 8       | 97:76   | 32   |
| 6.   | Slovan ÚNV Bratislava   | 26     | 15    | 1      | 10      | 106:100 | 31   |
| 7.   | Baník Chomutov          | 26     | 11    | 5      | 10      | 120:87  | 27   |
| 8.   | Slavoj České Budějovice | 26     | 10    | 3      | 13      | 92:96   | 23   |
| 9.   | Dynamo Pardubice        | 26     | 9     | 4      | 13      | 97:101  | 22   |
| 10.  | Motorlet Praha          | 26     | 10    | 2      | 14      | 94:141  | 22   |
| 11.  | Tatra Smíchov           | 26     | 8     | 2      | 16      | 77:145  | 18   |
| 12.  | Spartak Královo Pole    | 26     | 7     | 1      | 18      | 81:140  | 15   |
| 13.  | Tatran Opava            | 26     | 5     | 3      | 18      | 76:140  | 13   |
| 14.  | Spartak ZJŠ Brno        | 26     | 4     | 1      | 21      | 63:133  | 9    |

## Nejlepší střelci
- Vladimír Zábrodský (Spartak Praha Sokolovo) - 33 gólů
- Václav Pantůček (Rudá hvězda Brno) - 27 gólů
- Jiří Pokorný (Dynamo Pardubice) - 24 gólů
- Bronislav Danda (Rudá hvězda Brno) - 22 gólů
- Jiří Pilnáček (Tatran Opava) - 22 gólů
- Slavomír Bartoň (Rudá hvězda Brno) - 20 gólů
- Zdeněk Kaucký (Motorlet Praha) - 20 gólů
- Miroslav Velínský (Dynamo Pardubice) - 20 gólů
- Vlastimil Bubník (Rudá hvězda Brno) - 19 gólů
- Jozef Golonka (Slovan ÚNV Bratislava) - 19 gólů
- Josef Seiler (Baník Chomutov) - 19 gólů

## Soupisky mužstev

### Rudá hvězda Brno
Jiří Kolouch (25/1,96),
Zdeněk Trávníček (1/5,00) –
Ladislav Chabr (20/1/2/-),
Jan Kasper (26/13/7/-),
František Mašlaň (21/1/0/-),
Ladislav Olejník (20/1/2/-),
Rudolf Potsch (13/1/0/-),
Bohuslav Sláma (3/0/0/0) –
Slavomír Bartoň (26/20/21/-),
Vlastimil Bubník (22/19/18),
Bronislav Danda (24/22/13/-),
Zdeněk Návrat (25/17/9/-),
Václav Pantůček (29/27/22/-),
Jaroslav Pavlů (11/1/3/0),
Bohumil Prošek (24/14/5/-),
Rudolf Scheuer (23/4/2/-),
Karel Šůna (24/5/3/-),
František Vaněk (25/10/15/-),
Jiří Zamastil (5/1/1/-) –
trenér Vladimír Bouzek

## Kvalifikace o 1. ligu
| Poř. | Tým                           | Zápasy | Výhry | Remízy | Porážky | Skóre | Body |
| ---- | ----------------------------- | ------ | ----- | ------ | ------- | ----- | ---- |
| 1.   | Dukla Olomouc (Dukla Jihlava) | 3      | 3     | 0      | 0       | 13:7  | 6    |
| 2.   | Baník OKD Ostrava             | 3      | 1     | 1      | 1       | 10:9  | 3    |
| 3.   | Tatra Smíchov                 | 3      | 1     | 1      | 1       | 8:8   | 3    |
| 4.   | Spartak Královo Pole          | 3      | 0     | 0      | 3       | 6:13  | 0    |

- Kvalifikace se hrála na neutrální půdě v Praze.

## Zajímavosti
- V důsledku reorganizace armádního sportu zanikla mužstva Tankista Praha a ÚDA Praha. Jediný ročník ligy v komunistické éře bez účasti armádního mužstva.
- Mužstva Tatra Smíchov a Spartak Královo Pole v kvalifikaci pro příští ročník neuspěla a sestoupila.
- Nejvyšší výsledky ročníku: RH Brno - Motorlet Praha 17:2, Spartak Praha Sokolovo - Spartak Královo Pole 15:0.